# Acanthurus japonicus
Acanthurus japonicus är en fiskart som först beskrevs av Schmidt 1931.  Acanthurus japonicus ingår i släktet Acanthurus och familjen kirurgfiskar (Acanthuridae). Inga underarter finns listade i Catalogue of Life.
A når en maximal längd av 21 centimeter. Ryggfenan har 9 taggstrålar och 28 till 31 mjukstrålar. Analfenan bildas av 26 till 29 mjukstrålar. En bred vit strimma sträcker sig från ögonen till övre läppen. På den bakre delen av ryggfenan med mjukstrålar finns ett orange band. Den yttre kanten av bakkroppen är gul.
Denna fisk lever i västra Stilla havet. Utbredningsområdet sträcker sig från södra Japan över Taiwan och Filippinerna till Sulawesi. Arten har även påträffats vid Palau. Den vistas vanligen 5 till 20 meter under havsytan. Havets botten i regionen är vanligen täckt av gräs eller av korallrev. Utanför parningstiden lever hannar och honor i skilda stim.
Försvinnande korallrev påverkar även artens bestånd. Hela populationen anses fortfarande vara stor. IUCN kategoriserar arten globalt som livskraftig.

## Bildgalleri

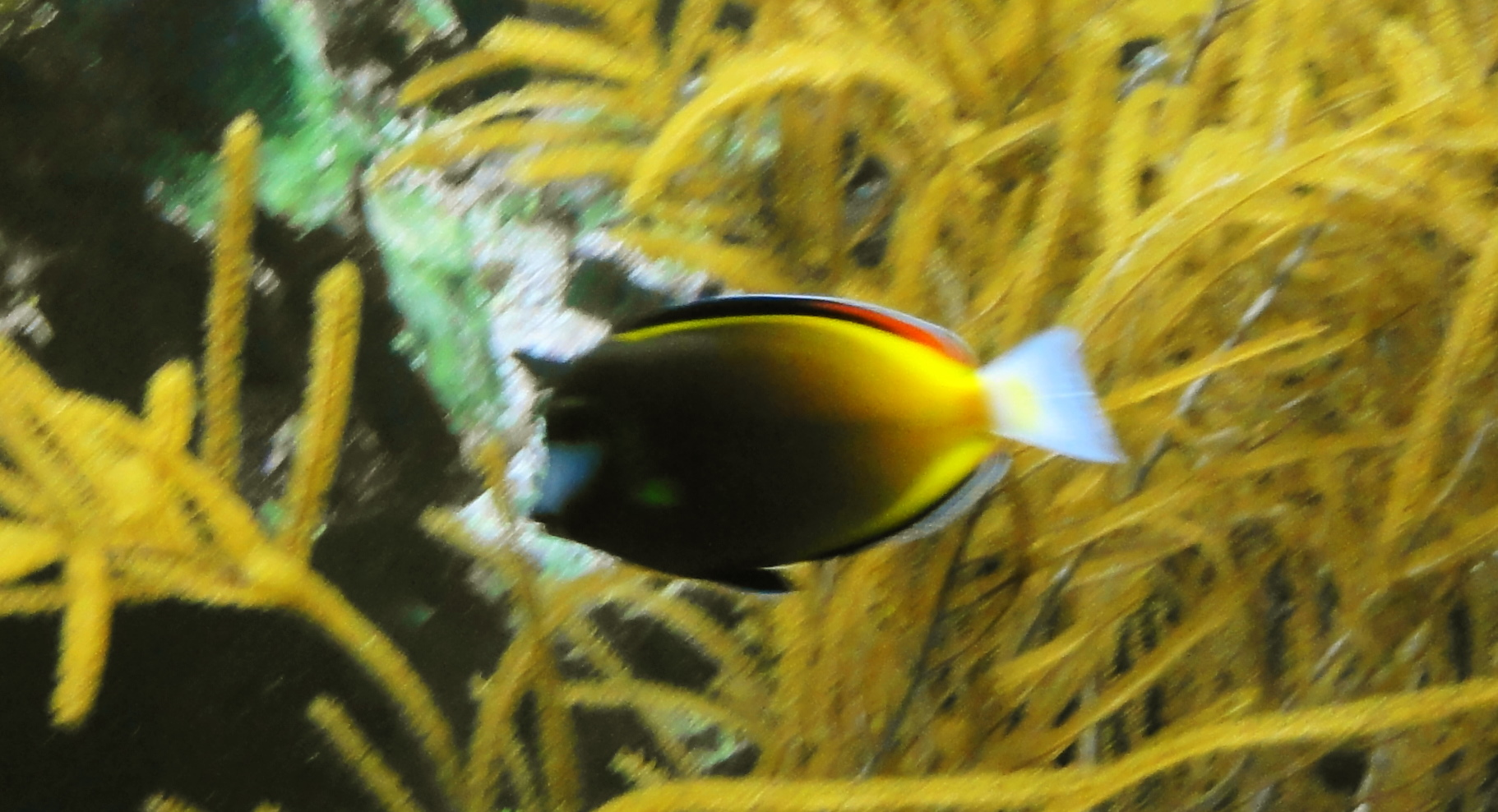
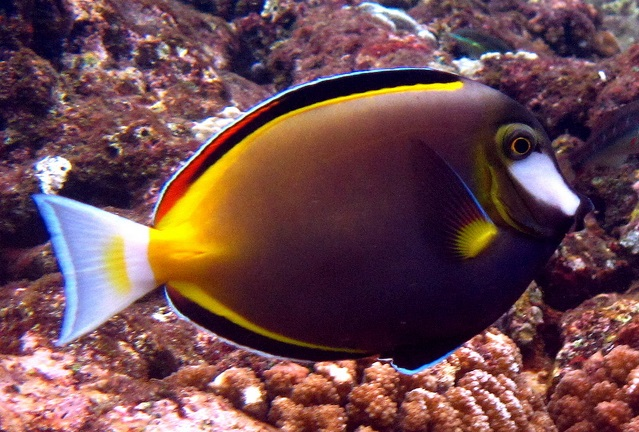
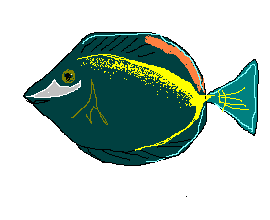